# Film absolutny
Film absolutny - eksperymentalny kierunek niemieckiego kina awangardowego z okresu ekspresjonizmu. Stosował łączenie rytmu kadrów z ich plastyką, opartą zarówno na abstrakcji jak i malarstwie przedstawiającym.
Prekursorem tego gatunku jest Walter Ruttmann, którego film pt. "Opus 1", miał premierę w Berlinie w 1921 r. Inni twórcy to Hans Richter ("Rhythmus 21" z 1923/24 r.), Viking Eggeling oraz Oskar Fischinger ("Stromlinien" z 1922 r.). W 1925 w Berlinie odbył się przegląd "Film absolutny". Przedstawiono tam prace awangardy francuskiej i niemieckiej.